# Refroidissement à glace carbonique
 (juin 2017).
Si vous disposez d'ouvrages ou d'articles de référence ou si vous connaissez des sites web de qualité traitant du thème abordé ici, merci de compléter l'article en donnant les références utiles à sa vérifiabilité et en les liant à la section « Notes et références ».
Le refroidissement à glace carbonique est un système thermodynamique utilisé dans plusieurs domaines comme l'informatique, la chimie, ou la recherche sur le vivant.

## Utilisations
La glace carbonique (CO2 à l'état solide) a une température de sublimation de −78,9 °C et se transforme alors en CO2 gazeux sans laisser de trace. Elle permet donc de refroidir efficacement avec comme seul inconvénient d’élever le taux de CO2 de son environnement, qui devient mortel à 10 % de concentration gazeuse et déjà problématique à 1 % (nausées, pertes cognitives). Il est donc important de penser au facteur humain lors de la conception de systèmes de refroidissement impliquant la glace carbonique.

### Informatique
En informatique, la glace carbonique peut être utilisée notamment pour refroidir efficacement les composants d'un ordinateur, la plupart du temps le CPU et/ou le GPU. Sous forme de petits bâtonnets ou de glaçons, la glace carbonique est introduite dans un godet placé sur le composant à refroidir. Quelques centimètres d'un liquide sont souvent rajoutés au fond du godet afin d'augmenter la surface de contact permettant le transfert thermique, ce liquide doit avoir une température de solidification inférieure à −78,9 °C, afin qu'il ne gèle pas, comme l'acétone qui gèle à une température de −95 °C. Le composant est alors refroidi par transfert thermique, et la glace carbonique se sublime à l'intérieur du godet.

### Chimie
La glace carbonique est aussi utilisée en chimie : un mélange de glace carbonique et d'acétone permet par exemple de maintenir un mélange réactionnel à −78,9 °C. L'utilisation d'un liquide permet de maximiser la surface de contact entre le corps froid (la glace carbonique, et le liquide qui l'entoure) et le corps à refroidir (le récipient contenant le mélange réactionnel). L'acétone est couramment utilisée car elle est sous forme liquide à −78,9 °C, et ne commence à geler qu'à −93 °C. La température du mélange reste bloquée à −78 °C, température de fusion de la glace carbonique, tant que celle-ci ne s'est pas entièrement sublimée.

### Transport de denrée périssable
La glace carbonique peut aussi servir pour le transport de molécules thermolabiles telles que les enzymes.

### Œnologie

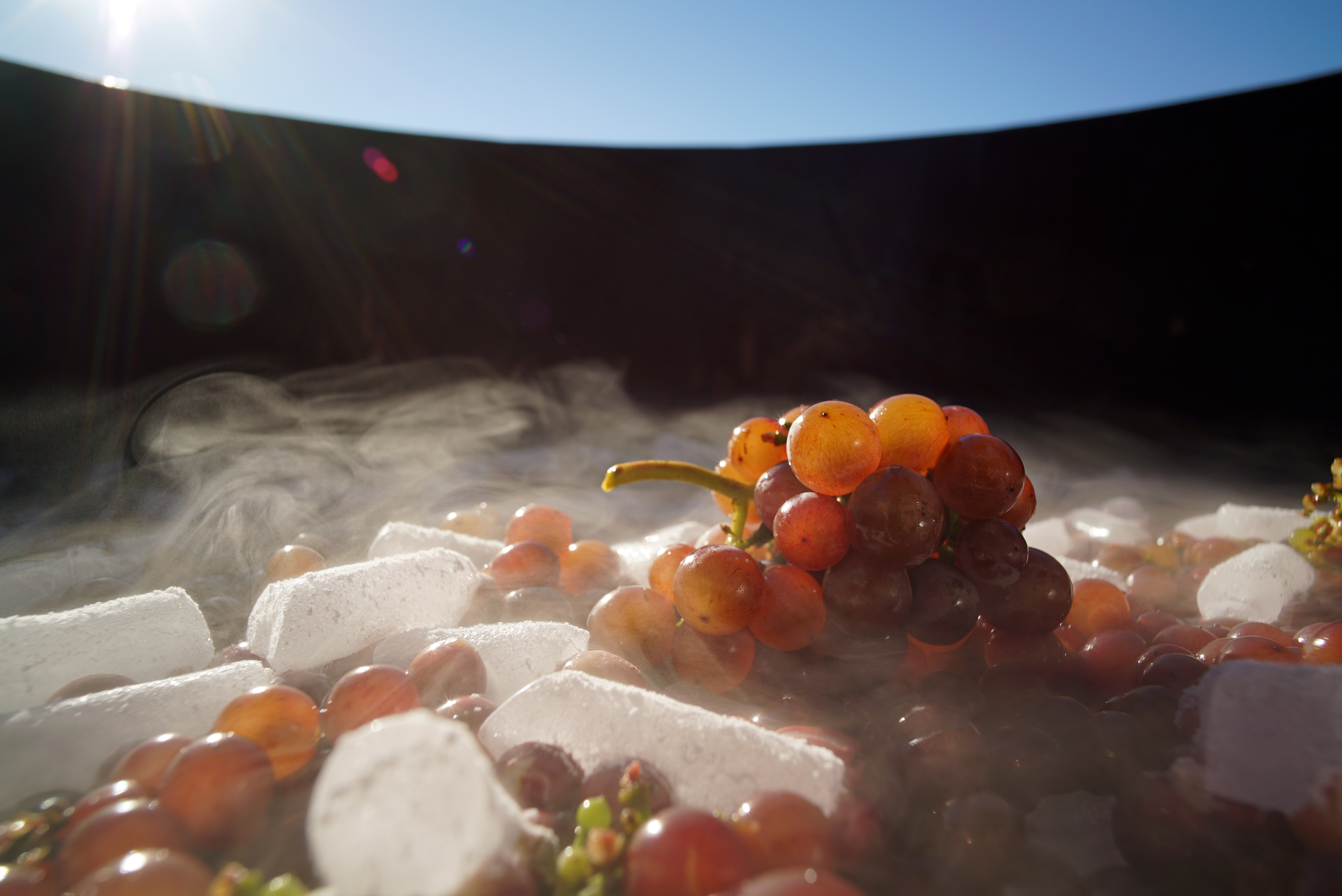
Gewurztraminer recouvert de glace carbonique.

La glace carbonique est utilisée pour deux effets, le refroidissement de la vendange afin de contrôler le départ en fermentation par exemple, et l'inertage par le dégagement de CO2 gazeux, qui protège les grappes et/ou le moût de l'oxydation à l'air. Elle a l'avantage d'avoir un effet rapide et d'être utilisée facilement contrairement aux équipements de refroidissement par circulation d'eau.